# Liste der Monuments historiques in Trégastel
Die Liste der Monuments historiques in Trégastel führt die Monuments historiques in der französischen Gemeinde Trégastel auf.

## Liste der Bauwerke
| Bezeichnung               | Beschreibung | Standort | Kennzeichnung | Schutzstatus | Datum | Bild           |
| ------------------------- | ------------ | -------- | ------------- | ------------ | ----- | -------------- |
| Menhir von Trémarch       |              | (Lage)   | PA00089693    | Classé       | 1960  | weitere Bilder |
| Kirche Ste-Anne           |              | (Lage)   | PA00089692    | Classé       | 1909  | weitere Bilder |
| Kerguntuil                |              | (Lage)   | PA00089691    | Classé       | 1948  | weitere Bilder |
| Allée couverte von Ty-Lia |              | (Lage)   | PA00089690    | Inscrit      | 1977  | weitere Bilder |
| Kapelle Saint-Gorgon      |              | (Lage)   | PA00089689    | Inscrit      | 1952  | weitere Bilder |
| Phare des Triagoz         | Leuchtturm   | (Lage)   | PA22000051    | Classé       | 2017  | weitere Bilder |

## Liste der Objekte

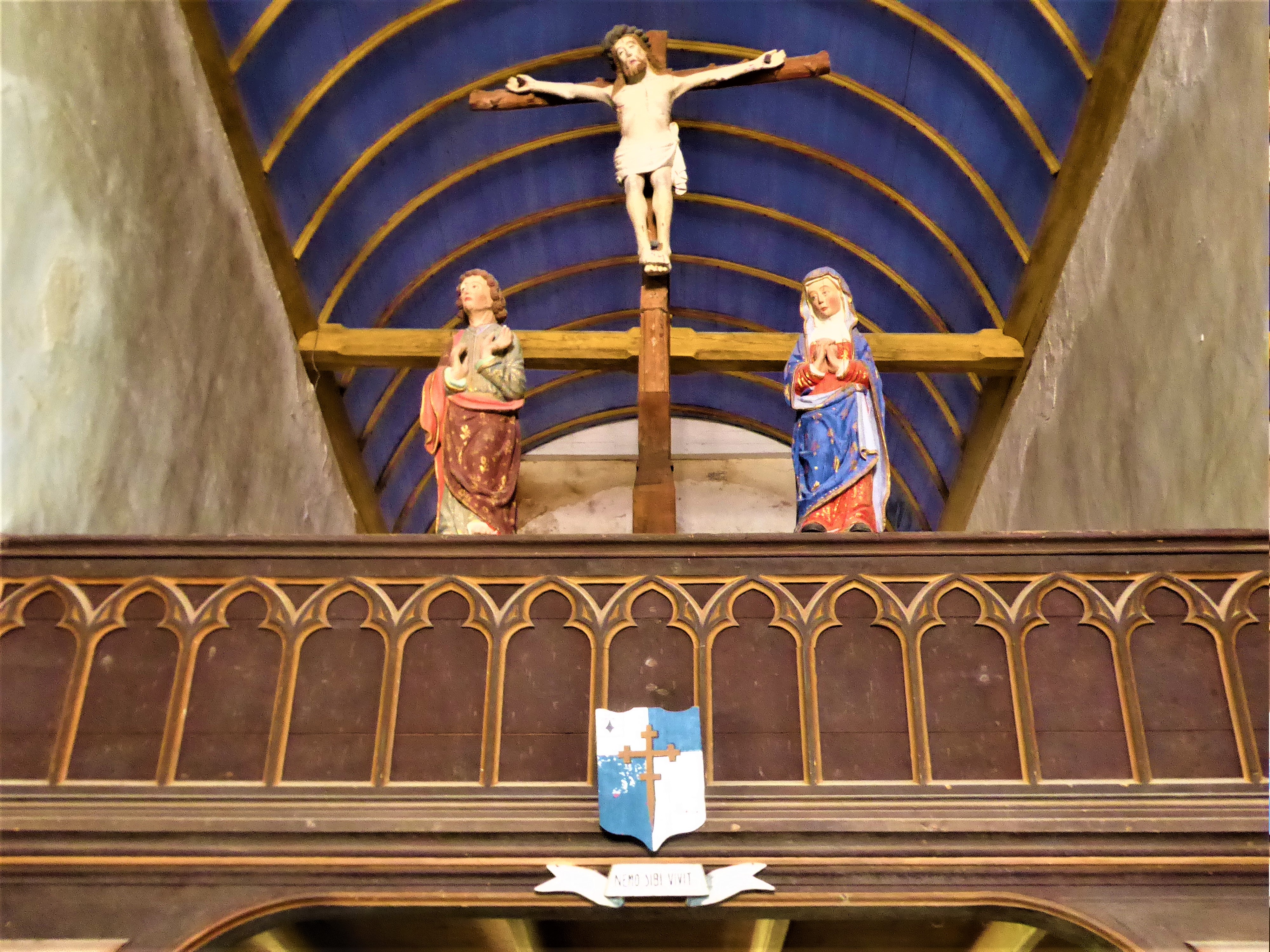
Kreuzigungsgruppe (16. Jahrhundert) am Triumphbogen in der Ste-Anne-St-Laurent

- Monuments historiques (Objekte) in Trégastel in der Base Palissy des französischen Kultusministeriums